# Stanisław Augustyniak
Stanisław Augustyniak ps. Bocian (ur. 4 października 1921 w Ostrowie Wielkopolskim, zm. 11 lutego 2018) – polski działacz harcerski, członek ruchu oporu podczas II wojny światowej, z zawodu kolejarz.

## Życiorys
W szeregi Związku Harcerstwa Polskiego wstąpił w listopadzie 1935 roku. Był członkiem 3 Drużyny Skautów im. Zawiszy Czarnego. Podczas kampanii wrześniowej 1939 roku służył w Harcerskim Pogotowiu Wojennym jako łącznik. Po zakończeniu walk musiał udać się na terytorium Generalnej Guberni, gdzie w 1942 roku wstąpił w szeregi Związku Walki Zbrojnej, a następnie Armii Krajowej. W sierpniu 1944 roku, wobec postępów wojsk Armii Czerwonej, z obawy przed represjami zaciągnął się do 2 Armii Wojska Polskiego, gdzie służył w 5 samodzielnym batalionie samochodowo-transportowym. W lutym 1945 roku wraz z matką i siostrami powrócił do Ostrowa Wielkopolskiego, gdzie został skierowany do pracy na kolei. Jako kolejarz pracował do przejścia na emeryturę w listopadzie 1981 roku.
We wrześniu 1946 roku ponownie aktywnie włączył się w działalność harcerską w 1 Drużynie Skautów im. Tadeusza Kościuszki, gdzie był sekretarzem i kronikarzem. Po 1956 roku kontynuował działalność w strukturach ostrowskiego hufca ZHP. Od roku 1973 był członkiem Komisji Historycznej Hufca. W 1994 roku otrzymał stopień instruktora, zaś w roku 2014 został awansowany do stopnia podharcmistrza.

## Odznaczenia
Za swą działalność podczas II wojny światowej został odznaczony w 1948 roku przez Rząd Rzeczypospolitej Polskiej na uchodźstwie Medalem Wojska Polskiego. Odznaczenie to wręczono mu w 1988 roku wraz z nadanym mu również przez władze emigracyjne Krzyżem Armii Krajowej. Ponadto otrzymał Krzyż Kawalerski Orderu Odrodzenia Polski, Złoty Krzyż Zasługi, Medal „Pro Memoria” oraz harcerski Srebrny Krzyż „Za Zasługi dla ZHP”. Został uhonorowany również Odznaką „Weteran Walk o Wolność i Niepodległość Ojczyzny”, Odznaką honorową „Za zasługi dla województwa wielkopolskiego”, medalem „Za zasługi dla miasta Ostrowa Wielkopolskiego” oraz harcerskimi: tytułem Seniora ZHP i „Kapeluszem Skautowym” – honorowym wyróżnieniem hufca Ostrów Wielkopolski.
Pochowany na cmentarzu przy ul. Limanowskiego w Ostrowie Wielkopolskim. 